# Coro della SOSAT
(Mario Soldati)
Il Coro della SOSAT (Sezione Operaia Società Alpinisti Tridentini), un tempo conosciuto anche con il nome di Coro Trentino SOSAT, è il primo tra i cori maschili italiani con repertorio alpino; esegue principalmente elaborazioni di canti popolari, sia trentini che di altre regioni d'Italia, attingendo anche al repertorio internazionale.

## Storia

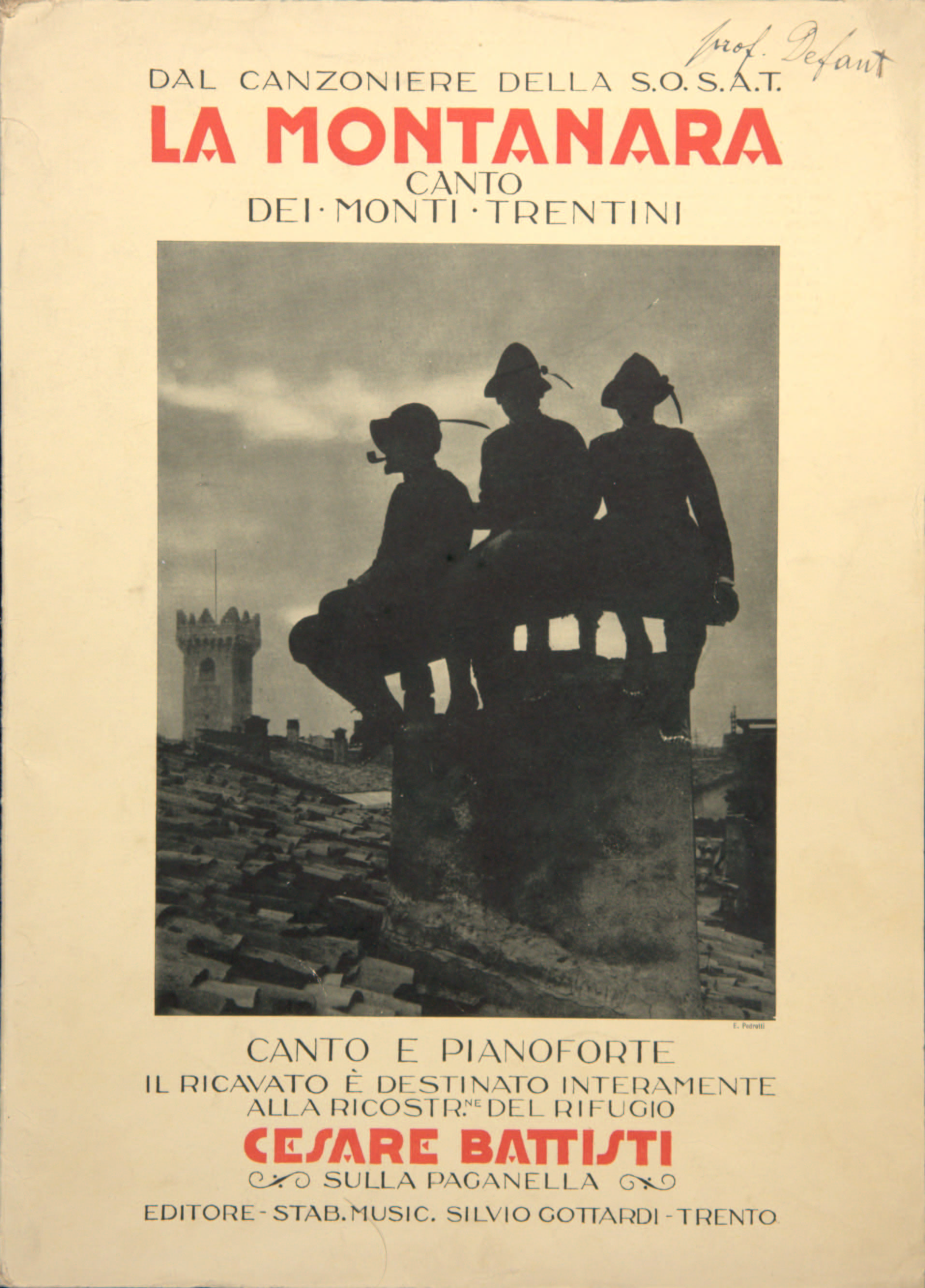
Il frontespizio della prima edizione de La Montanara (1930).

Il 7 gennaio 1921 venne istituita a Trento nell'ambito della SAT la sezione operaia denominata SOSAT al fine di diffondere tra il ceto operaio la passione per l'alpinismo. Alcuni soci amanti del canto (Tullio Antoniutti, Riccardo Urbani, Mario ed Enrico Pedrotti), sotto l'impulso di Nino Peterlongo, fondatore della SOSAT, diedero vita al coro, che il 24 maggio 1926, in occasione del primo concerto pubblico al Castello del Buonconsiglio, venne denominato Coro della SOSAT. Ebbe origine, in tal modo, il primo coro di montagna e quella particolare espressione musicale riscosse un immediato successo.
A partire dal 1933 il coro pubblicò le prime incisioni su dischi 78 giri che in seguito fecero conoscere i canti della montagna in tutta Europa.
Nel 1935 editò la prima raccolta di canti popolari alpini che, da quel momento, divennero patrimonio di tutti i cori che negli anni successivi si costituirono in Trentino e nelle città e nei paesi delle Alpi.
Nel 1938, a causa di difficoltà poste alla SOSAT dal regime fascista del tempo, il coro venne sciolto; i coristi, da quel momento, continuarono l'attività sotto un'altra sezione, diventando il "Coro della SAT". La ricostituzione del Coro della SOSAT ebbe luogo nell'estate del 1945, subito dopo la fine della seconda guerra mondiale, attorno alla figura di Nino Peterlongo.
Nel 1961 assunse la denominazione ufficiale di Coro Trentino SOSAT: in questo periodo uscirono i suoi primi 33 giri, registrati per la Ariola a Monaco di Baviera per il mercato tedesco e per la Fonit-Cetra in Italia.
Alla fine del 2012 ha ripreso il nome originale di Coro della SOSAT.
Oltre ai canti popolari di tradizione orale trascritti e armonizzati inizialmente da Luigi Pigarelli e Antonio Pedrotti e in seguito da Franco Sartori e Camillo Dorigatti, il Coro della SOSAT ha in repertorio numerosi canti di autori diversi, che hanno donato allo stesso le loro composizioni.
Il Coro della SOSAT è stato il primo coro a cantare, stampare ed incidere la famosa canzone La Montanara, che Toni Ortelli scrisse e donò alla  SOSAT nel 1930. Nell'ultimo lavoro del Coro, "Ritorno alle origini" del 2015, è incisa in prima assoluta l'esecuzione originale del brano, per voce solista e pianoforte.

## Attività concertistica
Dal 1926 ad oggi il Coro della SOSAT si è esibito in più di 1500 concerti in Italia, Europa (Germania, Austria, Croazia, Svizzera, Francia, Danimarca, Belgio) e America (Stati Uniti, Messico, Argentina e Cile), sui palcoscenici più prestigiosi. Ha inoltre partecipato a numerose trasmissioni radiofoniche e televisive.

## Discografia

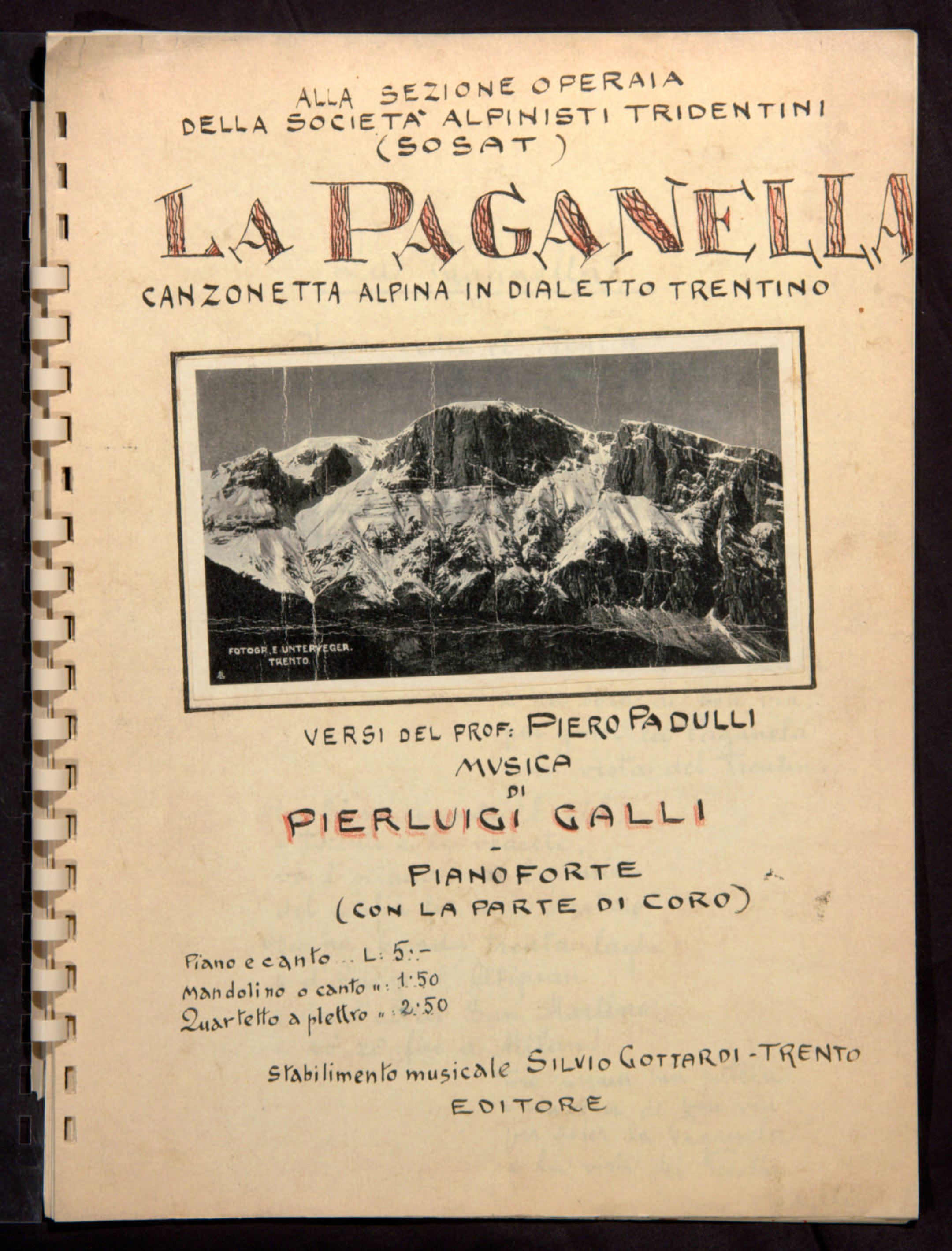
Il frontespizio della prima edizione de La Paganella.

### 78 giri edizioni Columbia
- 1933 - Done done vecie vecie/Ne diseva i nosi veci/La sposa morta - CQ 1289[8][9]
- 1933 - La pastora/La banda/La Paganella - CQ 1290[8][9]
- 1933 - La montanara/Bombardano Cortina/La villanella - CQ 1291[8][9]
- 1934 - Ohi della Val Camonica/La Dosolina/Monte Canino - DQ 1356[8][9]
- 1934 - Sul ciastel de Mirabel/Il testamento del capitano - DQ 1357[8][9]
- 1935 - Il povero soldato/Gran Dio del cielo - DQ 1358[8][9]
- 1935 - E ma prima/Dove te vett o Mariettina/Serenada - DQ 2542[9]
- 1935 - La smortina/Teresina - DQ 2543[9]
- 1951 - Rosa della Alpi/Son dai monti - CQ 2106[10]
- 1951 - Negritella/Maresa - CQ 2107[10]
- 1951 - Danza paesana/La Roseane/Rondinella - CQ 2108[10]
- 1951 - Marmolada/L'allegrie - CQ 2109[10]
- 1951 - La nuit/Not en Val Gardena - CQ 2110[10]
- 1951 - Ciantia del jager/Vilanela/Monte Bianco e Cervino - CQ 2111[10]
- 1952 - Canto dell'alpino/Barcarol - CQ 2376[10]
- 1952 - La morettina/L'emigrant - CQ 2408[10]
- 1952 - Montagne mie vallate/La luna sui nossi monti - CQ 2419[10]
- 1952 - Ave Maria della Alpi/Villotte friulane - CQ 2474[10]

### Pubblicazioni di editori vari
- 1962 - Lieder von Bergen, Blumen und Soldaten - LP (Ariola)
- 1964 - La Montagna - LP (Fonit-Cetra)
- 1968 - Cesota del Vason - 45 giri
- 1970 - La Marcialonga - 45 giri (pubblicato in occasione della prima edizione della gara omonima del 1971)
- 1970 - Una città che canta - LP
- 1971 - Il Coro della S.O.S.A.T. canta per voi - LP (per Laverda SpA - Trento)
- 1972 - Inno al Meeting (per il Campionato nazionale di sci per bancari) - 45 giri
- 1974 - Star Galerie - LP-MC (Metronome - Amburgo)
- 1975 - Die großen Erfolge - LP-MC (Metronome - Amburgo)
- 1976 - Hör das Lied von Montanara - LP-MC (Metronome - Amburgo)
- 1977 - La Montanara - LP-MC (Metronome - Amburgo)
- 1979 - La pastorella - LP-MC (Ariola)
- 1980 - Trientiner Weihnachten - LP-MC (Ariola)
- 1986 - Bella bimba - LP-MC (Fonit-Cetra)
- 1993 - Fiori de cristal per FABI (raccolta curata dalla Federazione cori del Trentino) - CD-MC (Ginger)
- 2000 - Ihre Schönsten Lieder - CD-MC (Koch Universal Music)
- 2001 - Canti popolari delle Alpi - CD-MC (Koch Universal Music)
- 2007 - Omaggio a Camillo Dorigatti a vent'anni dalla scomparsa (raccolta monografica) - CD (Il Diapason)

### Edizioni CTS - Coro Trentino SOSAT
- 1987 - Natale con la S.O.S.A.T. - LP-MC-CD (CTS)
- 1989 - Coro Trentino S.O.S.A.T. - LP-MC-CD (CTS)
- 1995 - Coro Trentino S.O.S.A.T. in concerto - CD-MC (CTS)
- 1997 - Canta la S.O.S.A.T. - CD-MC (CTS)
- 2001 - 75° Coro S.O.S.A.T. - CD-MC (CTS)
- 2006 - Cofanetto "Là su per le montagne...una storia che canta" per l'80° di fondazione (CTS)
- 2011 - Cofanetto "Una storia che in...canta" CD/DVD per l'85° di fondazione (CTS)
- 2015 - Ritorno alle origini - Doppio CD (CTS)

## Videografia
- 1967 - "Serenata Trentina", regia di Otto Guggenbichler, prodotto dalla Bayerischer Rundfunk[11]
- 2011 - Una storia che in...canta, regia di Marco Olivotto, DVD per l'85º anniversario di fondazione

## Onorificenze
- 1968 – Stella al merito dell'ordine del cardo per la sua attività a favore della gente di montagna
- 1996 – Aquila di San Venceslao, massima onorificenza del Comune di Trento
- 2001 – Premio speciale S.A.T. per meriti culturali
- 2017 – Aquila di San Venceslao, massima onorificenza della provincia autonoma di Trento[12]

## Curiosità
- L'unica attività compositiva del pianista italiano Arturo Benedetti Michelangeli è rappresentata da diciannove armonizzazioni di canti popolari per coro. L'incontro tra il celebre musicista e la coralità alpina avvenne nel 1936 a Brescia: egli, allora sedicenne, si esibiva durante l'intervallo di un concerto del Coro della SOSAT e venne subito affascinato dallo stile spontaneo e raffinato della formazione corale.
- Nell'ambito dei festeggiamenti per il suo 80º anniversario di fondazione, nel 2006 il Coro della SOSAT si è esibito sul Doss Trento con la cantautrice romana Giovanna Marini.